# Étevaux
Étevaux település Franciaországban, Côte-d’Or megyében. Lakosainak száma 316 fő (2022. január 1.). Étevaux Trochères, Cirey-lès-Pontailler, Saint-Léger-Triey, Binges és Marandeuil községekkel határos.

## Népesség
A település népességének változása:
| Lakosok száma | 162  | 206  | 247  | 290  | 308  | 314  | 315  | 314  | 314  | 316  |
|               | 1968 | 1982 | 1990 | 2006 | 2013 | 2015 | 2017 | 2019 | 2020 | 2022 |